# Demetrio (Bianchi)
Demetrio es el título de una ópera seria que el italiano Pietro Metastasio (1698 – 1782) escribió como poeta oficial del  Emperador de Austria. El libreto es el noveno de los 27 que escribió Metastasio, situándose entre Artaserse (1730) e Issipile (1732).
En 1731 el compositor italiano Antonio Caldara, a la sazón maestro de capilla de la corte imperial de Viena, musicó el texto de Metastasio. La ópera, cantada en italiano y dividida en 3 actos, fue estrenada el Teatro Imperial de la Corte de Viena el 4 de noviembre, con motivo de la onomástica del emperador  Carlos VI  de Austria.

## Composición
Las fuentes a las que acudió Metastasio para componer Demetrio fueron: la Geografía del historiador griego Estrabón y los trabajos de Diodoro de Sicilia.

## EstrenoCremona(1774)
En 1774 el compositor italiano Francesco Bianchi (Cremona, 1752 – Hammersmith, 1810) retomó el libreto de Metastasio para componer una ópera homónima, cantada en italiano y dividida en tres actos, cuyo estreno tuvo lugar en Cremona durante la temporada de carnaval.

## Personajes
| Personaje                                               | Tesitura   | Reparto 1774 Director: Francesco Bianchi |
| ------------------------------------------------------- | ---------- | ---------------------------------------- |
| Demetrio / Alceste (Príncipe bajo el nombre de Alceste) | ¿?         | Valeriano Violani                        |
| Alejandro (Usurpador del trono Seléucida                | ¿?         | ¿?                                       |
| Cleonice (Hija de Alejandro y enamorada de Demetrio)    | soprano    | Francesca Boccarelli                     |
| Fenicio (Preceptor de Demetrio)                         | tenor      | Giuseppe Alessio                         |
| Olinto                                                  | sopranista | Girolamo Moschini                        |
| Barsene                                                 | ¿?         | Maria Valeri                             |
| Mitrane                                                 | ¿?         | Salvatore Dore ?                         |

## EstrenoVenecia(1780)
En 1780 Bianchi compuso una segunda versión del Demetrio de Metastasio, cantada en italiano y dividida en dos actos y 26 escenas, cuyo estreno tuvo lugar en el Teatro San Benedetto de Venecia el 3 de enero.

## Personajes
| Personaje                                               | Tesitura    | Reparto el 3 de enero de 1780 Director: Francesco Bianchi |
| ------------------------------------------------------- | ----------- | --------------------------------------------------------- |
| Demetrio / Alceste (Príncipe bajo el nombre de Alceste) | castrato    | Francesco Roncaglia                                       |
| Alejandro (Usurpador del trono Seléucida                | ¿?          | ¿?                                                        |
| Cleonice (Hija de Alejandro y enamorada de Demetrio)    | soprano     | Lucrezia Agujari (La Bastardella)                         |
| Fenicio (Preceptor de Demetrio)                         | tenor       | Antonio Prati                                             |
| Olinto                                                  | contratenor | Biagio Marianni                                           |
| Barsene                                                 | soprano     | Palmira Sassi                                             |
| Mitrane                                                 | tenor       | Giuseppe Desirò                                           |

Escenografía: Antonio Mauri

## Argumento

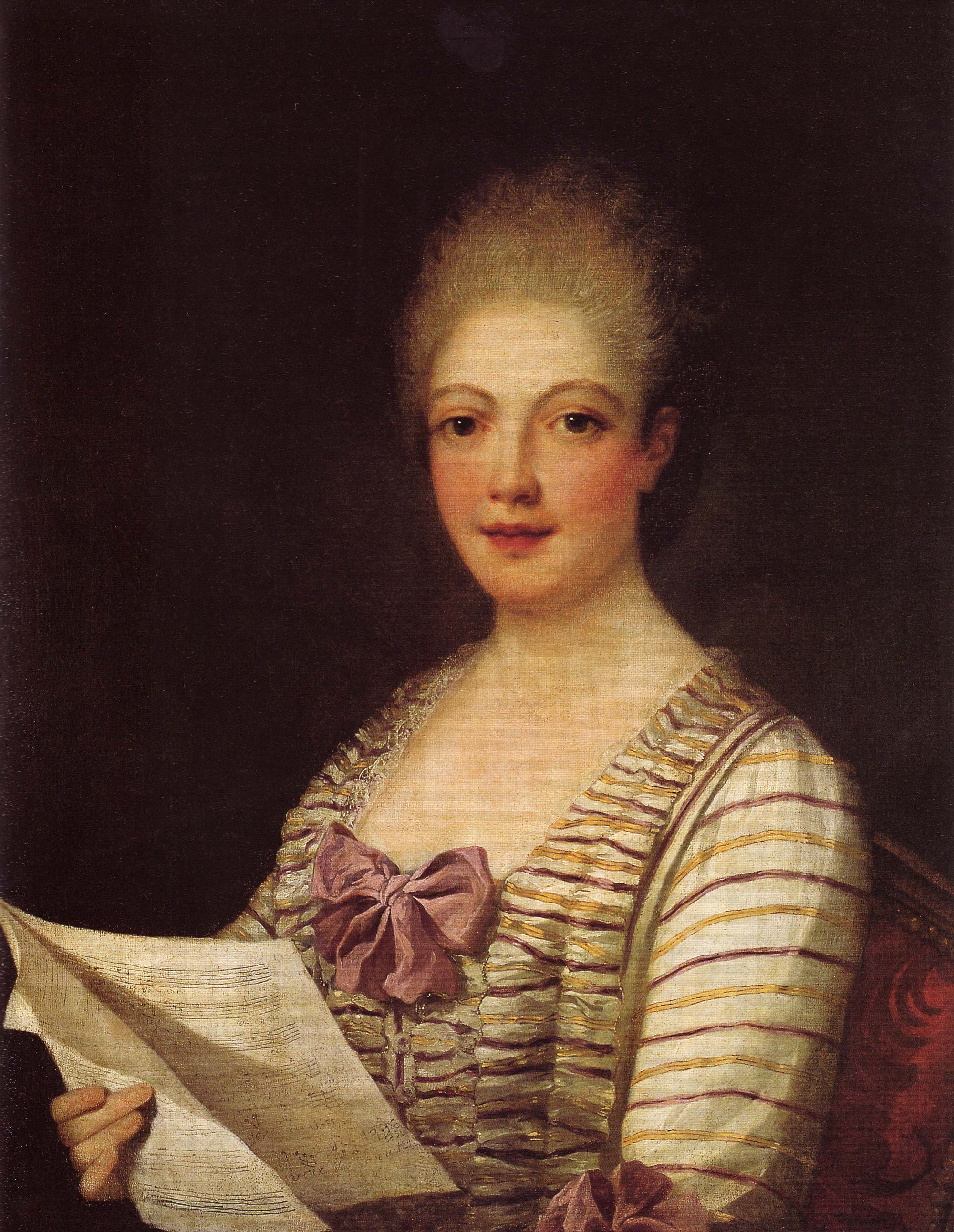
La soprano Lucrezia Agujari “La Bastardella” Pietro Melchiorre Ferrari (atribuido).

Demetrio I Sóter, rey seléucida de Siria, expulsado de su propio reino por el usurpador Alejandro Balas, murió desterrado entre los cretenses, únicos amigos que le quedaron en su adversa fortuna. No obstante, antes de su fuga, entregó a su hijo menor, el pequeño  Demetrio, a Fenicio, el más fiel entre sus vasallos, para que lo custodiase hasta que se presentara la oportunidad de la venganza. 
Creció el príncipe real desconocida su condición, incluso para sí mismo, bajo el falso nombre de Alceste, durante un tiempo en la selva, donde la prudencia de Fenicio consiguió ocultarlo a las pesquisas del susodicho Alejandro, y después en Seleucia junto al propio Fenicio, que tan generoso se mostró con él como ejemplo de su fe inviolable. En poco tiempo, el creído Alceste llegó a ser la admiración del reino, tal que fue elevado a considerable grado en la milicia de su enemigo Alejandro, y ardientemente querido por Cleonice, hija de éste, princesa digna de padre más generoso. 
Cuando le pareció momento oportuno, el muy observador Fenicio empezó a tentar el ánimo de los vasallos, haciendo hábilmente esparcir en el pueblo que el joven Demetrio vivía, aunque bajo nombre desconocido. A esta voz, que se extendió en un momento, los cretenses se declararon defensores del legítimo príncipe. Y Alejandro, para extinguir el incendio antes de que fuera más grande, intentó reprimirlos, pero fue vencido por ellos y muerto. En la pugna se vio envuelto Alceste por necesidad de su grado militar, y durante algún tiempo no se tuvo en Seléucida más noticia de él. 
Por tanto, la muerte de Alejandro, tan deseada por Fenicio, vino a suceder en un momento inoportuno para sus cálculos, tanto porque Alceste no estaba en Seléucia, como porque conocía que, en esta situación, la codicia de los altos cargos, cada uno de los cuales aspiraba a la corona, habría hecho pasar por impostor al legítimo heredero. Por tanto, suspirando por el retorno y solicitando ocultamente el socorro de los cretenses, dejó de publicar su secreto. 
Mientras tanto, se convino entre los pretendientes que la princesa Cleonice, reconocida por todos como reina, eligiera de entre ellos a un marido. Ésta difirió largamente la elección bajo distintos pretextos, para esperar la llegada de Alceste, el cual llegó oportunamente cuando la afligida reina estaba ya a punto de tener que elegir. 
Luego, tras varias vicisitudes, descubierto en Alceste al verdadero Demetrio, recobró éste la paterna corona.

## Influencia
Metastasio tuvo gran influencia sobre los compositores de ópera desde principios del siglo XVIII a comienzos del siglo XIX. Los teatros de más renombre representaron en este período obras del ilustre italiano, y los compositores musicalizaron los libretos que el público esperaba ansioso. Demetrio fue utilizada por más de 50 compositores para componer otras tantas óperas; sin embargo el paso del tiempo ha hecho caer en el olvido a todas ellas.